# Heureux Gagnants
Pour plus de détails, voir Fiche technique et Distribution.
Heureux gagnants est un film à sketches français réalisé par Maxime Govare et Romain Choay, sorti en 2024.
Le film est composé de quatre histoires indépendantes réparties en cinq segments. Elles traitent de différentes étapes de la vie d'un gagnant, de la découverte du gain à ses conséquences ou son instrumentalisation.
Après avoir remporté plusieurs millions d'euros au Loto, les heureux gagnants vont voir leur vie se changer en cauchemar.

## Synopsis
Dans la première histoire, Paul (Fabrice Eboué) et sa femme (Audrey Lamy) accompagnent leurs deux enfants en vacances chez leur grand mère. En fouillant dans la boîte à gants, ils se rendent compte que Paul a gagné 5 millions d'euros à la loterie, il y a deux mois. Il doit cependant aller se déclarer auprès de l'organisme de jeux à Marseille avant 19h pour espérer le toucher, le gain risquant d'être remis en jeu au soixantième jour qui sera atteint dans une heure. S'ensuit une folle course contre la montre pour y arriver à temps.
La deuxième histoire est celle où Julie, une jeune femme (Pauline Clément), vient d'encaisser son gain de 10 millions d'euros. Elle tombe, littéralement, puisqu'elle a été bousculée par un cycliste qui la blesse, sur un beau jeune homme qui la soigne, et après l'avoir charmée, fait l'amour avec elle à son domicile. Samira, la colocataire de Julie, la met en garde contre ce qui pourrait être une mise en scène orchestrée pour des raisons vénales, car cette dernière étant célibataire depuis deux ans, il lui semble étrange qu'elle trouve l'amour « dix minutes après être devenue millionnaire ». Le segment traite de l'intérêt feint ou réel du bellâtre et des tentatives de Julie pour avoir le fin mot de l'histoire.
Le troisième segment traite d'un terroriste (Sami Outalbali) qui prépare une attaque. Ce dernier, allant acheter des cartes sim pour commettre un attentat, a peur du regard suspicieux du buraliste et achète donc des cigarettes, une revue pornographique et un ticket de loto pour paraître moins suspect. Il retourne ensuite dans son quartier général auprès de ses complices, et découvre son gain au moment de commettre la tuerie de masse prévue. S'ensuit une discussion sur le sens de ce gain.
Le segment suivant est celui d'Henri, vieux monsieur à l'article de la mort et en maison de retraite qui découvre les résultats du loto à la télévision. À mesure que ses numéros s'avèrent exacts, il se met dans un tel état de tension qu'à l'annonce finale des 60 millions d'euros remportés, il meurt d'une crise cardiaque. Les deux aides-soignantes appelées en urgence dans sa chambre (Anouk Grinberg et Louise Coldefy) constatent le décès, et l'une des deux s'organise avec une infirmière, un autre aide-soignant et le médecin qui les ont surprises pour se répartir la somme. Cependant, une des deux aides-soignantes arrivée sur place refuse de le faire, préférant tout avouer à la famille du défunt. S'ensuit une discussion tendue entre les 5 personnes, qui doit se conclure avant que la direction ne les surprenne dans la chambre …
Dans le dernier segment, qui reprend la première histoire, le personnage de Fabrice Eboué, emprisonné et menacé de mort, doit avec sa femme prendre une décision à 3,7 millions d'euros.

## Fiche technique
Sauf indication contraire, les informations mentionnées dans cette section peuvent être confirmées par la base de données cinématographiques Unifrance,  présente dans la section « Liens externes ».
- Titre original : Heureux gagnants
- Réalisation et scénario : Maxime Govare et Romain Choay
- Musique : Lionel Limiñana et David Menke[2]
- Décors : Joy Klasen et Damien Rondeau
- Costumes : Pauline Jacquard
- Photographie : Patrick Ghiringhelli
- Son : David Ritt
- Montage : Samuel Danesi
- Direction de postproduction : Rodolphe Duprez
- Production : Renaud Chélélékian
- Sociétés de production : Les Improductibles ; France 2 Cinéma et C8 Films (coproductions)
- Sociétés de distribution : Warner Bros. France ; Élite Films (Suisse romande), Axia Films Inc. (Québec)
- Budget : 5,6 millions d'euros[réf. nécessaire]
- Format : couleur
- Genre : comédie, film à sketches
- Durée : 103 minutes
- Date de sortie :
  - France, Suisse romande : 13 mars 2024

## Distribution
Sketch 1 (segments 1 et 2)
- Fabrice Éboué : Paul Roussel
- Audrey Lamy : Louise Roussel
- Inès Angelina Mnafek-Amandio : Maia Roussel
- Esteban Hernandez Sanchez : Victor Roussel
- Anne Charrier : la banquière
- Michel Masiero : le détenu de la cellule d'à côté

Sketch 2
- Pauline Clément : Julie
- Victor Meutelet : Thomas
- Inès Melab : Samira, la colocataire de Julie
- Cyril Couton : Georges, le majordome
- Sara Ginac : l'employée du centre de la loterie

Sketch 3
- Sami Outalbali : Ahmed
- Illyès Salah : Farid
- Mathieu Lourdel : Erwan, alias "Omar"
- Alban Aumard : le buraliste
- Claudia Bacos : la représentante du centre de la loterie

Sketch 4
- Anouk Grinberg : Sandra
- Louise Coldefy : Mathilde
- Ayumi Roux : Jessica
- Yasin Houicha : Yasin
- Sam Karmann : le docteur Lambert
- Guy Lecluyse : Jean-Marc
- Gilles Fisseau : Henri
- Charlotte Bermond : la présentatrice du tirage de la loterie

## Récompense
- Festival international du film de comédie de l'Alpe d'Huez 2024 : prix de la région Auvergne-Rhône-Alpes[1].